# Coups de feu sur Broadway
Pour plus de détails, voir Fiche technique et Distribution.
Coups de feu sur Broadway (Bullets Over Broadway) est un film américain réalisé par Woody Allen, sorti en 1994.

## Synopsis
À New York, dans les années 1920, un jeune auteur de théâtre passe un marché avec un gangster : celui-ci finance sa pièce, mais en échange sa petite amie est engagée. Celle-ci est protégée par un garde du corps qui, peu à peu, intervient de façon salvatrice dans la mise en scène.

## Fiche technique
- Titre : Coups de feu sur Broadway
- Titre original : Bullets Over Broadway
- Réalisation : Woody Allen
- Scénario : Woody Allen, Douglas McGrath
- Directeur de la photographie : Carlo Di Palma
- Montage : Susan E. Morse
- Direction artistique : Santo Loquasto
- Production : Charles H. Joffe
- Pays d'origine : États-Unis
- Format : 1.85 : 1
- Genre : Comédie, historique
- Durée : 98 min

## Distribution
- Dianne Wiest  (VF : Élisabeth Wiener)  : Helen Sinclair, une actrice célèbre mais sans succès depuis longtemps
- John Cusack  (VF : Sylvain Goldberg) : David Shayne, l'auteur de la pièce
- Jack Warden : Julian Marx, le producteur de la pièce
- Rob Reiner : Sheldon Flender, un artiste ami de David
- Jennifer Tilly : Olive Neal, la petite amie de Valenti qui veut devenir actrice mais sans talent
- Chazz Palminteri  (VF : Bernard-Pierre Donnadieu)  : Cheech, le garde du corps d'Olive
- Mary-Louise Parker : Ellen, la petite amie de David
- Tracey Ullman : Eden Brent, une actrice de la pièce toujours accompagnée de son petit chien
- Jim Broadbent : Warner Purcell, un acteur boulimique
- Joe Viterelli : Nick Valenti, le chef mafieux qui finance la pièce
- Harvey Fierstein : Sid Loomis

## Autour du film
Une comédie musicale a été montée sur Broadway.

## Distinctions
- Festival du film de New York 1994 : en sélection[1].
- Oscar de la meilleure actrice dans un second rôle 1995 : Dianne Wiest.